# Loyola FC
Der Loyola Football Club ist ein Fußballverein aus Manila. Aktuell spielt der Verein in der ersten Liga, der Philippines Football League.

## Erfolge
- United Football League Division 1

Vizemeister: 2014
- PFF National Men’s Club Championship

Sieger: 2014/2015
- UFL Cup

Sieger: 2013
2. Platz: 2011
- Stallions FC Invitational Cup

2. Platz: 2017

## Stadion
Seine Heimspiele trug der Verein im Rizal Memorial Stadium in Manila aus. Das Stadion hat ein Fassungsvermögen von 12.873 Plätzen.
Eigentümer der Sportstätte ist das City Government of Manila. Betrieben wird das Stadion von der Philippine Sports Commission.
Koordinaten: 14° 33′ 48,3″ N, 120° 59′ 31,2″ O

## Trainer von 2011 bis 2018
| Name                | Zeit bei FC Meralco Manila | Zeit bei FC Meralco Manila |
| Name                | von                        | bis                        |
| ------------------- | -------------------------- | -------------------------- |
| Kim Chul-soo        | 2011                       | 31. Dezember 2012          |
| Vincent Santos      | 1. Januar 2013             | 25. August 2014            |
| Simon McMenemy      | 26. August 2014            | 31. Dezember 2016          |
| Jose Ariston Caslib | 1. Januar 2017             | 8. Januar 2018             |

## Ausrüster und Sponsoren
| Jahr          | Ausrüster      | Trikotsponsot                                          |
| ------------- | -------------- | ------------------------------------------------------ |
| 2010 bis 2011 | N/A            | ATR-Kim Eng Securities                                 |
| 2011 bis 2013 | Mizuno         | Meralco / Maybank, ATR-Kim Eng, Cebu Pacific, Jollibee |
| 2013 bis 2015 | LGR Sportswear | Meralco / Maybank, ATR-Kim Eng, Cebu Pacific, Jollibee |
| 2015 bis 2017 | Under Armour   | Meralco / Maybank, ATR-Kim Eng, Cebu Pacific, Jollibee |
| 2018          | Mizuno         | Meralco / Jollibee, Delimondo                          |